# Forestillinger om min far
Forestillinger om min far er en dansk kortfilm fra 2019 instrueret af Emil Nørgaard Munk.

## Handling
Emil Munks far bliver pludselig fundet død i sin lejlighed på et tidspunkt, hvor Emil og faren er følelsesmæssigt fremmedgjort fra hinanden. Derfor beslutter Emil sig for at have en sidste samtale med ham efter døden. Med hjælp fra to skuespillere genoplives kærlige og smertefulde minder. På samme tid har far og søn en chance for at tale om kærlighed, revolution, alkoholmisbrug og meningen med livet. Under processen indser Emil, at han er nødt til at rejse til Palæstina for at skabe et nyt billede af sin far.